# Cybaeus hiroshimaensis
Cybaeus hiroshimaensis är en spindelart som beskrevs av Yoh Ihara 1993. Cybaeus hiroshimaensis ingår i släktet Cybaeus och familjen vattenspindlar. Inga underarter finns listade i Catalogue of Life.